# Perdita accepta
Perdita accepta är en biart som beskrevs av Timberlake 1958. Perdita accepta ingår i släktet Perdita och familjen grävbin. Inga underarter finns listade i Catalogue of Life.